# SPSB2
SPSB2 (англ. SplA/ryanodine receptor domain and SOCS box containing 2) – білок, який кодується однойменним геном, розташованим у людей на 12-й хромосомі. Довжина поліпептидного ланцюга білка становить 263 амінокислот, а молекулярна маса — 28 630.
| 10         |  | 20         |  | 30         |  | 40         |  | 50         |
| ---------- |  | ---------- |  | ---------- |  | ---------- |  | ---------- |
| MGQTALAGGS |  | SSTPTPQALY |  | PDLSCPEGLE |  | ELLSAPPPDL |  | GAQRRHGWNP |
| KDCSENIEVK |  | EGGLYFERRP |  | VAQSTDGARG |  | KRGYSRGLHA |  | WEISWPLEQR |
| GTHAVVGVAT |  | ALAPLQTDHY |  | AALLGSNSES |  | WGWDIGRGKL |  | YHQSKGPGAP |
| QYPAGTQGEQ |  | LEVPERLLVV |  | LDMEEGTLGY |  | AIGGTYLGPA |  | FRGLKGRTLY |
| PAVSAVWGQC |  | QVRIRYLGER |  | RAEPHSLLHL |  | SRLCVRHNLG |  | DTRLGQVSAL |
| PLPPAMKRYL |  | LYQ        |  |            |  |            |  |            |

A: Аланін

C: Цистеїн

D: Аспарагінова кислота

E: Глутамінова кислота

F: Фенілаланін

G: Гліцин

H: Гістидин

I: Ізолейцин

K: Лізин

L: Лейцин

M: Метіонін

N: Аспарагін

P: Пролін

Q: Глутамін

R: Аргінін

S: Серин

T: Треонін

V: Валін

W: Триптофан

Задіяний у таких біологічних процесах, як убіквітинування білків, альтернативний сплайсинг. 
Локалізований у цитоплазмі.